# Engoulevent des Philippines
Caprimulgus manillensis
Espèce
Statut de conservation UICN

 LC  : Préoccupation mineure
L'Engoulevent des Philippines (Caprimulgus manillensis) est une espèce d'oiseaux de la famille des Caprimulgidae.

## Répartition
Cette espèce est endémique des Philippines.